# Bomolochus constrictus
Bomolochus constrictus – gatunek widłonoga z rodziny Bomolochidae. Opisali go w 1970 roku amerykańscy biolodzy Roger F. Cressey i Bruce B. Collette, nadając mu nazwę Parabomolochus constrictus.